# Université nationale de Hanbat
L'Université nationale de Hanbat (en hangul : 한밭대학교) est une université nationale de Corée du Sud située à Daejeon. 

## Composantes

### Facultés de1ercycle
- Faculté de sciences humaines
- Faculté d'ingénierie
- Faculté d'économie et de commerce

### Faculté de cycles supérieurs
- Faculté de sciences de l'industrie
- Faculté d'information et de communication
- Faculté de management entrepreneurial